# Hannonia hesperidum
Hannonia hesperidum là một loài thực vật có hoa trong họ Amaryllidaceae. Loài này được Braun-Blanq. & Maire mô tả khoa học đầu tiên năm 1931. Chúng là loài đặc hữu của Maroc.